# Сан Ђулијано (Торино)
Сан Ђулијано је насеље у Италији у округу Торино, региону Пијемонт.
Према процени из 2011. у насељу је живело 244 становника. Насеље се налази на надморској висини од 468 м.